# 赖世雄
赖世雄（英語：Peter Lai，1948年8月24日—），廣西永淳人，出生于南京市，成長於臺灣桃園市，常春藤英語集團及《常春藤解析英语杂志》創辦人。

## 學歷
- 美國明尼苏达大学英语教学、大众传播雙硕士，大众传播博士
- 政战学校正13期新闻系

## 经历
賴世雄硕士畢業後，在台湾从事英语教学工作。担任托福专任讲师18年，也是托福成绩满分记录保持者之一。1982年创办《常春藤解析英语杂志》，任总编和社长，曾任上海复旦大学以及大连外国语大学客座教授，现任常春藤解析英语杂志社社长。1993年开始担任中央人民广播电台英语教学节目主播，时间长达12年。1994年开始在中央人民广播电台主讲广播英语至今。2003年被《中国出版传媒商报》评选为中国英语教学十大名师之一。2004年至今担任北京市人民政府主办英语活动之主讲教授。2014年1月主持北京外语广播英语教学节目《美语从头学》。曾任中華電視公司《莒光園地》之軍事英語教學單元〈柳營英語園地〉主講人。

## 作品

### 美語教材
赖世雄美语从头学系列：
- 《赖世雄美语音标》
- 《赖氏经典英语语法》
- 《赖世雄美语入门》
- 《赖世雄初级美语（上）》
- 《赖世雄初级美语（下）》
- 《赖世雄中级美语（上）》
- 《赖世雄中级美语（下）》
- 《赖世雄高级美语》等
- 2004年《格列佛遊記有聲書》常春藤出版社創辦人

。

## 影响
疯狂英语创始人李阳曾讲：“赖老师，没有你的启发就没有我，我现在就期望把大声念的概念传递到整个中国大陆，我做到了”。